# Nedersaksisch activisme

Het Nedersaksisch taalgebied in Europa

Nedersaksisch activisme of Nedersaksivisme, soms ook Saksisch activisme is een koepelterm die verwijst naar alle activiteiten en inspanningen van individuen en organisaties, die gericht zijn op de erkenning en bevordering van het Nedersaksisch als regionale taal. Deze activiteiten en inspanningen omvatten onder andere grassroots-acties zoals het aanbrengen van plaatsnaamborden in de regionale taal door individuen of actiegroepen en protesten, maar ook aandacht voor het Nedersaksisch op beleidsniveau. Het Nedersaksisch wordt gesproken in grote delen van Nederland en Duitsland, en is sinds 1996 erkend onder het Europees Handvest voor regionale talen en talen van minderheden.

## Geschiedenis in Nederland

### Voor de jaren 90
In de jaren vijftig ontstond de Nedersaksische Beweging, voornamelijk bestaande uit academici en schrijvers, die zich inzetten voor het bevorderen van het gebruik van het Nedersaksisch en het leggen van contacten tussen Nederlanders en Duitsers die zich bezighielden met de Nedersaksische taal en cultuur. Deze beweging viel in de loop van de jaren 60 uiteen. In de loop van de jaren 70 en 80 verschenen er echter nieuwe organisaties, waaronder de Kreenk vuur de Twentse Sproak (1975) en SONT (1984), die tot op de dag van vandaag actief zijn.

### Erkenning in de jaren 90
In 1995 pleitte Andries Postma (CDA) in de Eerste Kamer voor de erkenning van het Nedersaksisch onder het Europees Handvest voor regionale talen en talen van minderheden. Kort daarna werd er, bij de behandeling van het Europees Handvest, door meerdere fracties gepleit voor erkenning. De toenmalige staatssecretaris van Binnenlandse Zaken Jacob Kohnstamm beschouwde het Nedersaksisch in eerste instantie als een dialect van de Nederlandse taal, maar na inbreng van deskundigen wijzigde hij van standpunt op dit onderwerp. In 1996 werd het Nedersaksisch inderdaad erkend als regionale taal onder deel 2 van het Handvest, dat in 1998 in werking trad.

### Pogingen tot hogere erkenning
In 2009 en 2010 werden er verzoeken ingediend om het Nedersaksisch tevens te erkennen onder deel 3 van het Handvest namens meerdere Nederlandse provincies en gemeenten. Deze verzoeken werd destijds afgewezen, omdat erkenning onder deel 3 niet mogelijk zou zijn zonder wijziging van rijksbeleid en financiële claims. Op 4 juli 2013 werd er door de Tweede Kamer alsnog gestemd over een motie om over te gaan tot erkenning onder deel 3. Deze motie haalde het niet, met 61 voor en 89 tegen. In 2018 kwam het tot een compromis, met het Convenant Nedersaksisch. 
Het SONT kwam in 2024 met een tienpuntenplan (Concretiseringsplan Nedersaksisch voor de jaren 2024-2025) om het Nedersaksisch te steunen omdat het Convenant Nedersaksisch niet tot de gewenste bevorderingsresultaten leidde. Zo zou het Nedersaksisch onder deel 3 van het Handvest erkend moeten worden, in de grondwet zou een artikel opgenomen moeten worden met 'Nederland beschermt en bevordert zijn regionale talen Nedersaksisch, Limburgs, Papiaments en Fries', vrij gebruik van het Nedersaksisch in bestuurlijk verkeer, een Wet Gebruik Nedersaksisch, extra zichtbaarheid Nedersaksisch via bijvoorbeeld plaatsnaamborden, structureel onderwijs in en over het Nedersaksisch op alle niveaus en vormen, Kennisontwikeling en -verbreiding in Convenant Nedersaksisch via bijvoorbeeld een Bachelor Nedersaksisch, extra zichtbaarheid in lokale en regionale media en nieuwsvoorziening over en in het Nedersaksisch en de Nedersaksische cultuur en speciale modules in journalistenopleidingen.

## Geschiedenis in Duitsland

### Voor 1945
Na de oprichting van het Duitse Keizerrijk in 1871 ontstond in Duitsland de Nederduitse Beweging. Het betrof hier een taalkundig en cultureel netwerk van theaters, uitgeverijen, verenigingen, opiniemakers, lerarengroepen en auteurskringen met een politiek zelfbeeld. De beweging was vooral actief in Noord-Duitsland, maar ook in andere delen van Duitsland. De beweging kan beschouwd worden als onderdeel van de Völkische Bewegung.[1]